# Dell Axim

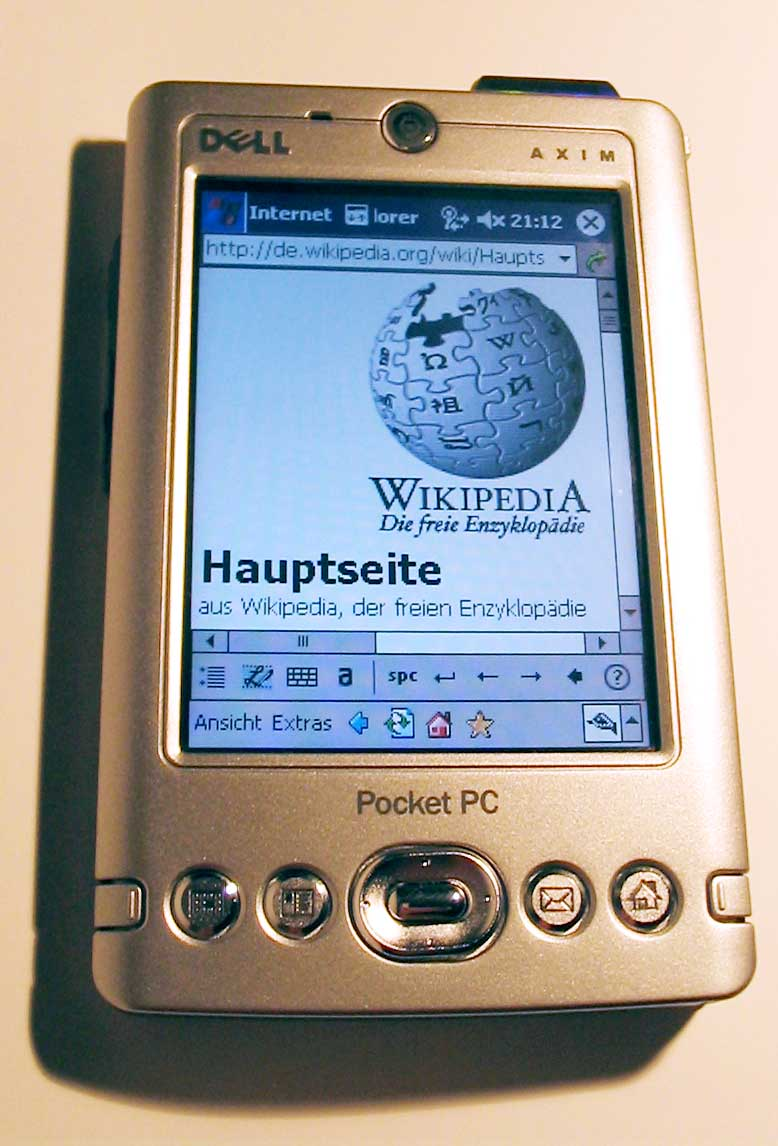
Axim X30

Axim bezeichnet eine Produktlinie von Personal Digital Assistants (PDAs) bzw. Pocket PCs, die von Dell vertrieben wurde.
Mit dem Axim trat Dell 2002 erstmals auf dem PDA-Markt in Erscheinung und konnte vor allem auf Grund der im Vergleich niedrigen Preise eine starke Position auf dem Markt einnehmen. Das erste Modell der Axim-Reihe war der Axim X5, gefolgt vom X3, den es als X3i in einer High-End-Variante mit WLAN-Funktionalität zu kaufen gab. 2004 führte Dell mit dem X30 den Nachfolger des X3 ein und analog dazu ersetzte der X50 den X5. Die Modelle waren jeweils in einer Vielzahl verschiedener Ausstattungen zu kaufen, wie bei Dell üblich allerdings nur direkt auf der Dell-Homepage oder an deren Hotline.
Bei allen Modellen der Axim-Reihe kam als Betriebssystem Windows Mobile zum Einsatz, der X30 war der erste PDA auf dem Markt der das neuere Microsoft Windows Mobile 2003SE nutzte. Ab der Baureihe X51 verwendete Dell bei seinen Handhelds Windows Mobile 5 als Betriebssystem.
Im ersten Quartal 2007 wurde die Produktlinie eingestellt.

## Modelle
- Dell Axim X5
  - Dell Axim X5 Basic (Intel XScale-PXA-250-CPU 300 MHz, 32 MB RAM, 48 MB ROM)
  - Dell Axim X5 Advance (Intel XScale-PXA-250-CPU 400 MHz, 64 MB RAM, 48 MB ROM)

- Dell Axim X3
  - Dell Axim X3 (Intel XScale-PXA-270-CPU 300 MHz, 32 MB RAM, 32 MB ROM, Windows Mobile 2003 SE)
  - Dell Axim X3i (Intel XScale-PXA-263-CPU 400 MHz, 64 MB RAM, 32 MB ROM, WLAN, Windows Mobile 2003)

- Dell Axim X30
  - Dell Axim X30 Standard (312 MHz, 32 MB RAM, 32 MB ROM)
  - Dell Axim X30 Wireless-PAN/LAN (312 MHz, 64 MB RAM, 64 MB ROM, WLAN, Bluetooth)
  - Dell Axim X30 Wireless-PAN/LAN – 624 MHz (624 MHz, 64 MB RAM, 64 MB ROM, WLAN, Bluetooth, Dockingstation inklusive)
  - weitere Varianten im Paket mit Bluetooth- oder kabelgebundenen GPS-Navigationslösungen

- Dell Axim X50
  - Dell Axim X50 416 MHz (416 MHz, 64 MB RAM, 64 MB ROM, Bluetooth)
  - Dell Axim X50 520 MHz (520 MHz, 64 MB RAM, 128 MB ROM, WLAN, Bluetooth, Docking-Station inklusive)
  - Dell Axim X50v (624 MHz, 64 MB RAM, 128 MB ROM, WLAN, Bluetooth, VGA-Touchscreen, Intel 2700G Graphics Multimedia Accelerator, Docking-Station inklusive)
  - weitere Varianten im Paket mit Bluetooth-GPS-Navigationslösungen

- Dell Axim X51
  - Dell Axim X51 416 MHz (416 MHz, 64 MB RAM, 128 MB ROM, Bluetooth)
  - Dell Axim X51 520 MHz (520 MHz, 64 MB RAM, 128 MB ROM, WLAN, Bluetooth, Docking-Station inklusive)
  - Dell Axim X51v (624 MHz, 64 MB RAM, 256 MB ROM, WLAN, Bluetooth, VGA-Touchscreen, Intel 2700G Graphics Multimedia Accelerator, Docking-Station inklusive, VGA out Kabel erhältlich zum direkten Anschluss z. B. an einen Videoprojektor)
  - Alle Axim x51 Modelle haben auch eine RS232 Schnittstelle, die jedoch nur TTL-Pegel liefert, und das passende Kabel ist auch bei Dell meist unbekannt